# Sandra Mattie
 (janvier 2019).
Si vous disposez d'ouvrages ou d'articles de référence ou si vous connaissez des sites web de qualité traitant du thème abordé ici, merci de compléter l'article en donnant les références utiles à sa vérifiabilité et en les liant à la section « Notes et références ».
Sandra Mattie, née le 4 décembre 1970 à Amsterdam,, est une actrice néerlandaise.

## Filmographie

### Cinéma et téléfilms
- 1999 : Jezus is een Palestijn (nl) : La fille dans sa chambre
- 2002 : Trauma 24/7 (nl) : Jasmijn Rood
- 2002 : Bon bini beach (nl) : Tessa van Rhee
- 2004 : Goede tijden, slechte tijden : Anouk de Ruyter
- 2006 : Lotte : Jenny Jongbloed
- 2006 : De Afdeling (nl) : Sophie
- 2007 : Grijpstra & de Gier (nl) : Antoinet Kleiweg
- 2007 : Van Speijk : Anita Donner
- 2007 : Spetter! (nl) : Liesbeth
- 2007-2008 : Julia's Tango (nl) : Irene
- 2008 : Taxi 656 : La docteur spécialisée en santé et sécurité
- 2009 : Flikken Maastricht : Alida Geesink
- 2010 : Pech : Anne-Sophie
- 2011-2013 : SpangaS : Marga Roozen
- 2015-2016 : De Fractie (nl) : Marise Collee
- 2016 : Divorce (nl) : Sally Koopman
- 2017 : B.A.B.S. (nl) : Joya
- 2017 : Suspects : Gaby Vreeswijk
- 2017 : Centraal Medisch Centrum (nl) : Mme Minderhout
- 2018 : Zuidas (nl) : Angelica
- 2018 : Rafaël (nl) : L'animatrice de télévision néerlandaise
- 2018 : Ik Weet Wie Je Bent (nl) : Marnie de Heerdt
- 2019 : Judas (nl) : Betty Wind